# Jean-Paul Willaime
Jean-Paul Willaime, né le 10 octobre 1947 à Charleville-Mézières, est un sociologue français, spécialiste de la sociologie des religions.

## Biographie
Jean-Paul Willaime est docteur en sciences religieuses (1975) et docteur en sociologie (1984) de l’université de Strasbourg. Il est nommé directeur d’études à l’École pratique des hautes études, section des sciences religieuses), titulaire depuis 1992 de la chaire « Histoire et sociologie des protestantismes ». Il a dirigé l’Institut européen en sciences des religions et l'équipe de recherches Groupe Sociétés, Religions, Laïcités. Il est président de la Société internationale de sociologie des religions de 2007 à 2011.
Il est président du conseil d’administration de l'hebdomadaire protestant Réforme de 1998 à 2019,.

## Activités de recherches et éditoriales
Ses thèmes de recherche portent sur, :
- la sociologie des protestantismes contemporains, les œcuménismes catholico-protestants ;
- l’état religieux de l’Europe, les relations Religions-Etat et les relations écoles-religions en Europe ;
- l'histoire, les théories et méthodes en sociologie des religions ;
- les rapports entre religion, la première modernité et l’« ultramodernité » contemporaine.

Il est membre des comités de rédaction de Archives de sciences sociales des religions, Social Compass et du Journal of Contemporary Religion.

## Distinction
- Chevalier de la Légion d'honneur (2010)[5].

## Publications

### Ouvrages (sélection)
- Sociologie du protestantisme, Presses Universitaires de France, 2005
- Enseigner les faits religieux, quels enjeux ? (éd. avec Dominique Borne), Paris, Armand Colin, 2007.
- Le retour du religieux dans la sphère publique. Vers une laïcité de reconnaissance et de dialogue, Lyon, Éditions Olivétan, 2008.
- Religionskontroversen in Frankreich und Deutschland, Matthias Koenig/Jean-Paul Willaime Hg., Hamburg, Hamburger Édition, 2008.
- Lumières, Religions, Laïcité (sous la direction de Louis Châtellier, Claude Langlois & Jean-Paul Willaime), Paris, Riveneuve éditions, 2009.
- Les jeunes, l’école et la religion (sous la direction de Céline Béraud et Jean-Paul Willaime), Paris, Bayard, 2009.
- Pluralisme religieux et citoyenneté (sous la direction de Micheline Milot, Philippe Portier et Jean-Paul Willaime), Rennes, Presses Universitaires de Rennes, 2010.
- avec Philippe Portier, La Religion dans la France contemporaine, Armand Colin, 2021.

### Articles
- « L’approche sociologique des faits religieux », in « Les Actes de la DESC0 », Religions et Modernité, Actes de l’Université d’Automne organisé à Guebwiller les 27-30 octobre 2003, Paris, ministère de la Jeunesse, de l’Éducation et de la Recherche, Programme national de pilotage, Direction de l’Enseignement Scolaire, Scérén, CRDP, Académie de Versailles, 2004
- « La sécularisation : une exception européenne ? Retour sur un concept et sa discussion en sociologie des religions », Revue Française de Sociologie, 2006, 47-4, p. 755–783.
- « L’évolution de la place du religieux dans la société », Cahiers français no 340, septembre-octobre 2007, p. 3–7.
- « De l’édifice cultuel au centre religieux plurifonctionnel : les mutations contemporaines des fonctions et représentations du lieu de culte », in Les lieux de culte en France et en Europe. Statuts, Pratiques, Fonctions (Magalie Flores-Lonjou, Francis Messner Editors), Leuven-Paris-Dudley Ma, Peeters, 2007 (Law and Religious Studies 3), p. 39–54.
- « Hérésie et pluralisme dans l’Europe du XXIe siècle », in Michel Servet (1511-1553). Hérésie et pluralisme du XVIe au XXIe siècle. Actes du colloque de l’École Pratique des Hautes Études, 11-15 décembre 2003, réunis par Valentine Zuber, Paris, Honoré Champion, 2007, p. 307–318.
- « La religion, un lien social articulé au don », in La société vue du don. Manuel de sociologie anti-utilitariste appliquée (sous la direction de Philippe Chanial), Paris, La Découverte, 2008, p. 461–478.
- « Les reconfigurations de la religion et de sa critique dans l’ultramodernité contemporaine » in Tackling blasphemy, insult and hatred in a democratic society/Blasphème, injure et haine : la réponse de la société démocratique, Strasbourg, Commission de Venise/Conseil de l’Europe, 2008, p. 313–321.